# Reizen (Kartenspiel)
Das Reizen oder Lizit beschreibt das in vielen Kartenspielen (etwa Skat, Binokel, Bridge, Solo Whist, Préférence, L’Hombre, Bauernschnapsen oder die meisten Varianten von Tarock) benutzte Bieten bzw. Steigern um das Spiel, also das Vorrecht, die Spielart zu bestimmen, die Trumpffarbe anzusagen und/oder eventuelle verdeckte Karten (Talon, Skat, Dabb) aufzunehmen.
Dabei wird durch Erhöhen eines Gebotes bzw. Wertes (Spielart, zu erreichende Augenzahl) durch den Bieter (beim Skat die Reihenfolge: geben – hören – sagen – weitersagen) der Höchstbietende ermittelt, indem der Angesprochene (oder der Bieter) "passe" sagt. Falls zu hoch gereizt wurde, hat dies negative Folgen für den Bieter bzw. Angesprochenen, oft den Verlust des Spiels. Das Überreizen kann beim Bridge auch ein taktisches Manöver sein, um den Gegnern kein hohes Gewinnspiel zu gönnen.